# Emirato
L'emirato (in arabo إمارة‎?, imàra) è il dominio di un emiro (in arabo أمير‎?, amìr), comandante.
Erroneamente tradotto, spesso e volentieri, come "principato", l'emirato non si riallaccia in realtà ad alcun primato morale, spirituale o economico, ma al puro e semplice diritto di impartire ordini (in arabo أمر‎?, amr).

## Storia
L'emiro è storicamente un “comandante di eserciti”, e anche in questo senso si usa nell'espressione amìr al-mu'minìn (comandante dei credenti) per significare "califfo".
Per i musulmani il califfo non è mai stato il migliore, il primo (il princeps latino), con l'eccezione, forse, nel periodo "ortodosso" (a dire dei musulmani stessi) e degli scismatici Kharigiti, che questa primazia, per l'appunto, prescrivono per il loro Imàm.

## Emirati attuali
- Kuwait, indipendente dal Regno Unito dal 1961
- Qatar, indipendente dal Regno Unito dal 1971
- Emirati Arabi Uniti, indipendenti dal Regno Unito dal 1971 (federazione di emirati)
  -  Abu Dhabi
  -  Ajman
  -  Dubai
  -  Fujaira
  -  Ras al-Khaima
  -  Sharja
  -  Umm al-Qaywayn

Il movimento dei talebani afghani definisce come "Emirato Islamico dell'Afghanistan" il regime da loro imposto sull'Afghanistan nel 2021 dopo il loro ritorno al potere a Kabul, riprendendo il termine già usato per il regime esistito tra il 1996 e il 2001.

## Emirati del passato

### Europa

#### Penisola iberica
- Emirato di Cordova, moderna Spagna e Portogallo 756-929 (titolo cambiato in califfo nel 929)
- Emirato di Badajoz, Portogallo e Spagna occidentale 1009-1151
- Emirato di Almería, regione di Almería e Cartagena 1013-1091
- Emirato di Jerez, città di Jerez de la Frontera e Arcos de la Frontera 1145-1147
- Emirato di Granada, sud est della Spagna 1228-1492

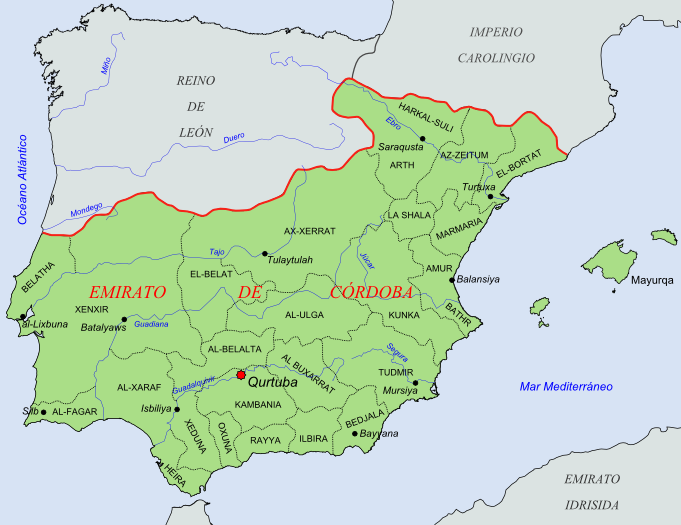
Cordova
Badajoz
Granada

#### Regione mediterranea
- Emirato di Creta, Creta, Grecia, da 824 o 827/828 al 961
- Emirato di Taranto, Taranto Puglia, da 840/846 a 880/883
- Emirato di Bari, città di Bari Puglia, da 847 al 871
- Emirato di Nepetia (rinominata Amantea, dall'arabo Al Manthiah col significato di "la Rocca"), Amantea Calabria, da 846 a 886 ed ancora da 976 a 1032
- Emirato di Tropai,Tropea, Nicotera, Bagnara, Pizzo, Calabria, da 851 a 886 ed ancora da 946 a 952
- Emirato di Siberene, Santa Severina, Calabria, da 840 o 853/854 a 882/886
- Emirato di Malta, da 870 a 1091
- Emirato di Sicilia, Sicilia, da 948 a 1072
- Emirato di Rhegium, Reggio Calabria, Gerace, Bovalino Calabria
- Emirato di Cosenza, Cosenza, Calabria da 1009 a 1027

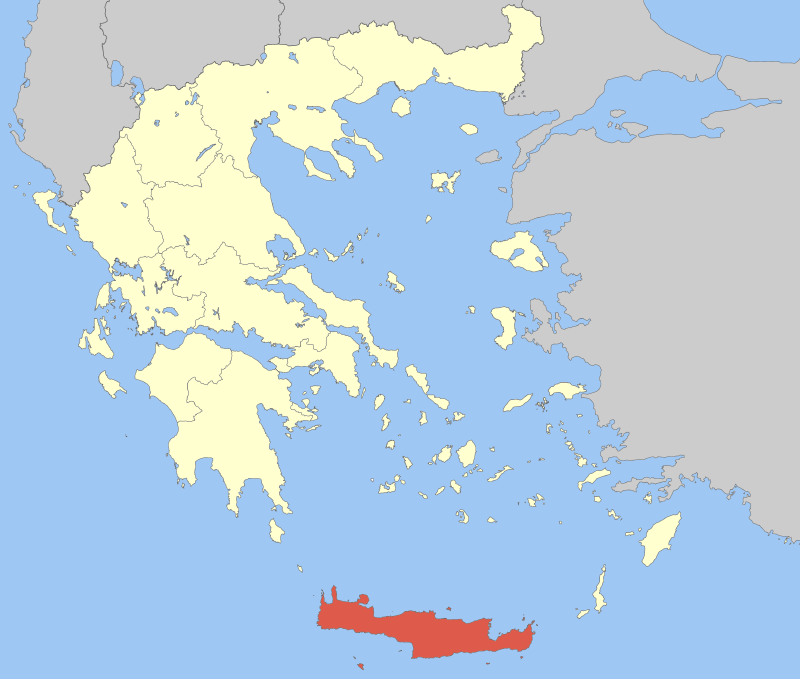
Creta
Sicilia (in basso)

#### Caucaso
- Emirato di Armenia, Caucaso 637-884
- Emirato di Tbilisi, Georgia 736-1080, nominalmente il 1122
- Emirato Caucaso del Nord, Cecenia e Daghestan nel Caucaso 1919-1920
- Emirato Caucasico, Caucaso 2007- (non riconosciuto)

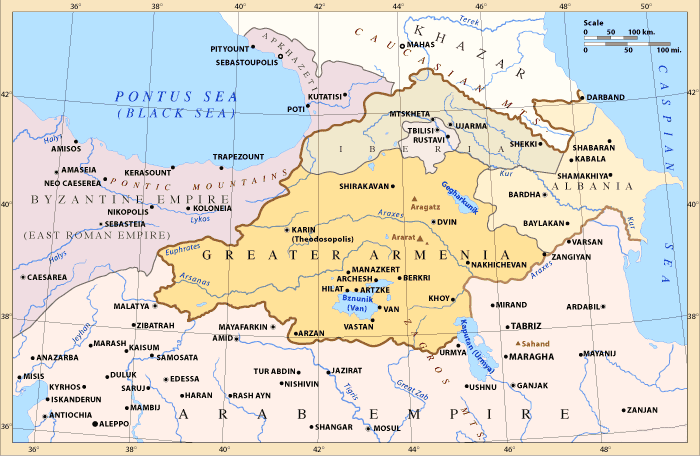
Armenia

### Asia

#### Vicino Oriente
- Emirato di Mosul, Iraq 905-1096, 1127-1222, 1254-1383, 1758-1918
- Emirato di Melitene, Turchia centrale metà del IX secolo a 934
- Emirato di Amida, Turchia orientale 983-1085
- Karaman, centro-sud dell'Anatolia 1250-1487
- Emirato ottomano, Medio Oriente, considerato un emirato prima dell'adozione del titolo di sultanato, 1299-1383
- Emirato di Aydin, stato composto da Oghuz in Turchia nei primi anni del XIV secolo al 1390
- Emirato di Dulkadir, Turchia orientale 1337-1522
- Emirato di Ramazan, Turchia orientale 1352-1608
- Emirato timuride, l'impero di Tamerlano e gli Emirati minori, dopo la caduta della dinastia timuride in Medio Oriente, 1526-1550 circa
- Soran Emirato, Iraq settentrionale 1816-1835
- Az Zubayr, città nel Governatorato di Bassora, in Iraq nel corso del XIX secolo
- Emirato della Transgiordania, Giordania 1921-1946

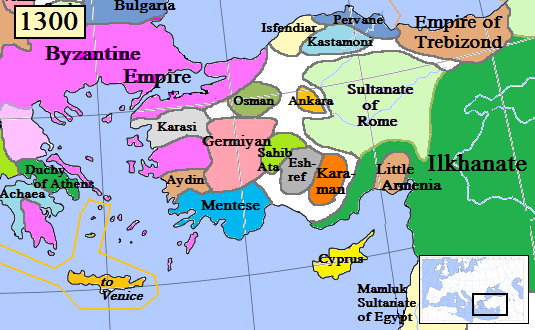
Emirato ottomano nel 1300, chiamato 'Osman'
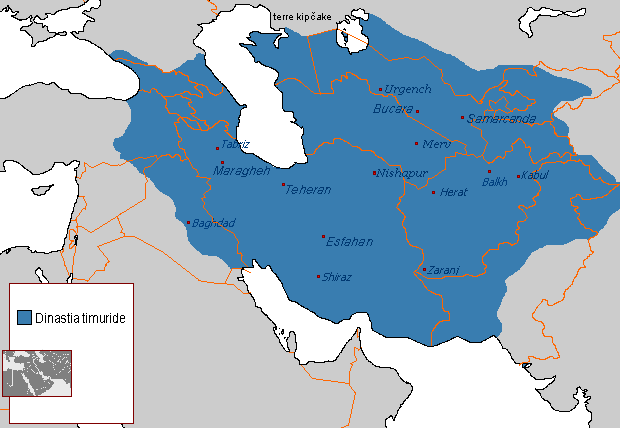
Emirato dei Timuridi sotto la guida di Tamerlano
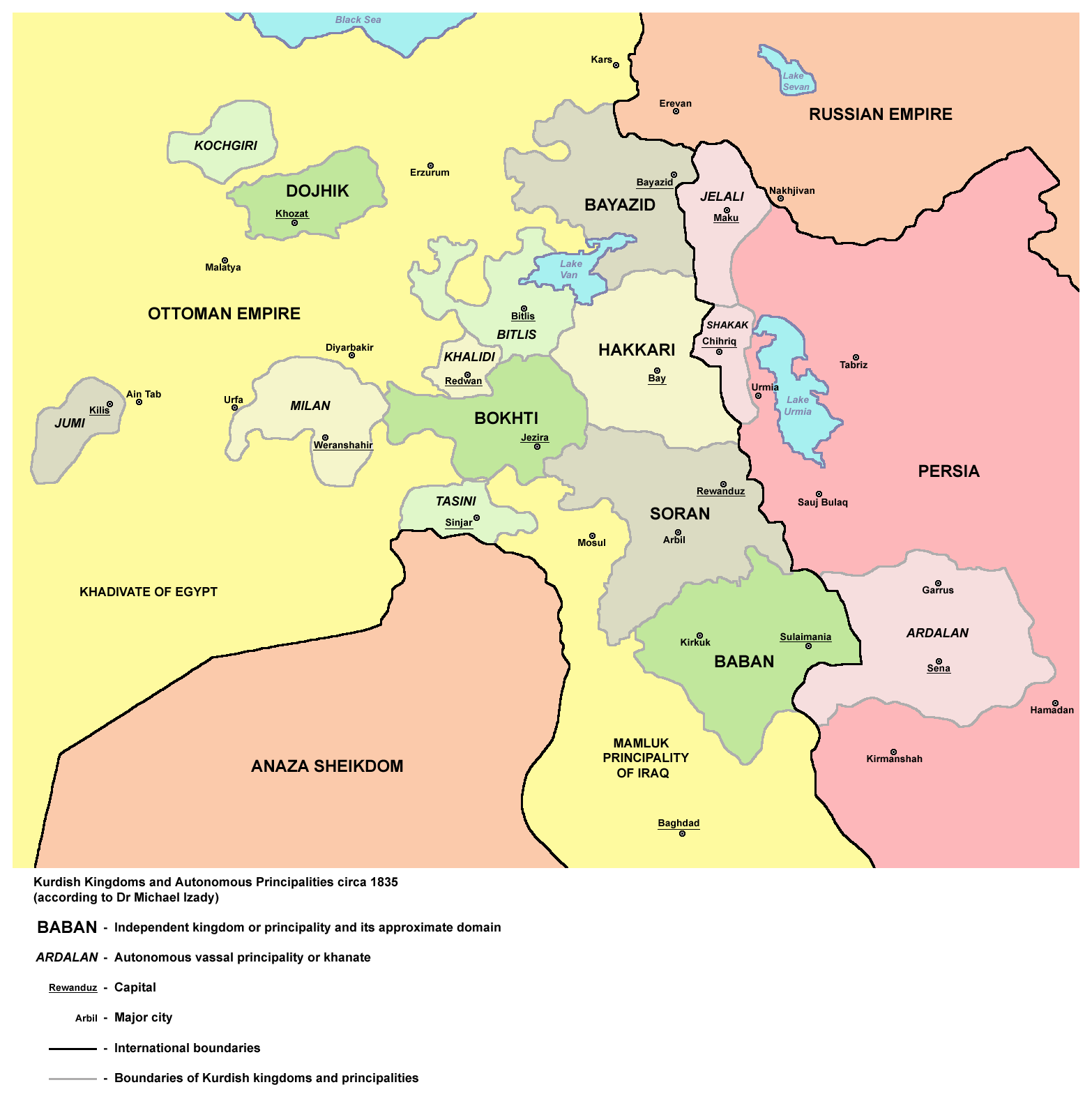
Soran (al centro)
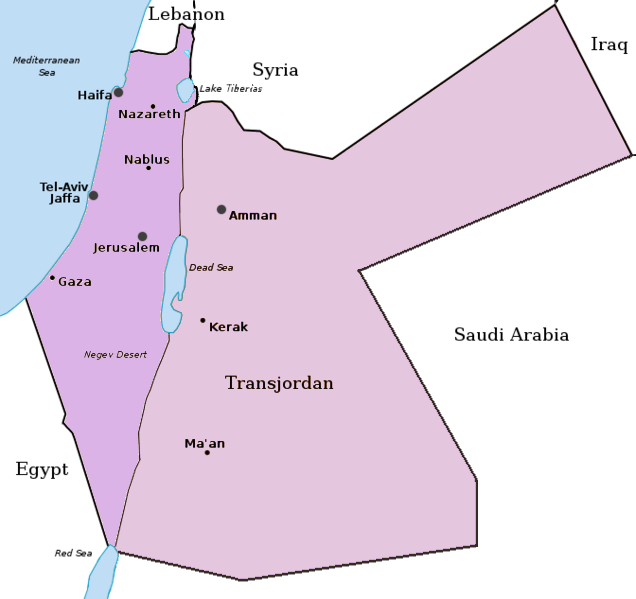
Transgiordania

#### Arabia
- Emirato Uyunide, penisola arabica 1076-1253
- Emirato di Beihan, sud dello Yemen 1680-1967
- Emirato di Diriyah, principalmente nella moderna Arabia Saudita ed Emirati Arabi Uniti 1744-1818
- Emirato di Najd, Arabia orientale 1818-1891
- Emirato di Dhala, Yemen meridionale all'inizio del XIX secolo al 1967
- Emirato di Jabal Shammar, Arabia 1836-1921
- Emirato di Najd e Hasa, Arabia centrale 1902-1921
- Emirato di Asir, Jizan nel sud-ovest della moderna Arabia Saudita 1906-1934
- Emirato della Mecca, Hejaz della moderna Arabia Saudita 1916-1924 (la famiglia ibn Saud)
- Emirato del Bahrain, 1971-2002
- Emirati dell'Arabia Saudita, le tredici province di Arabia Saudita

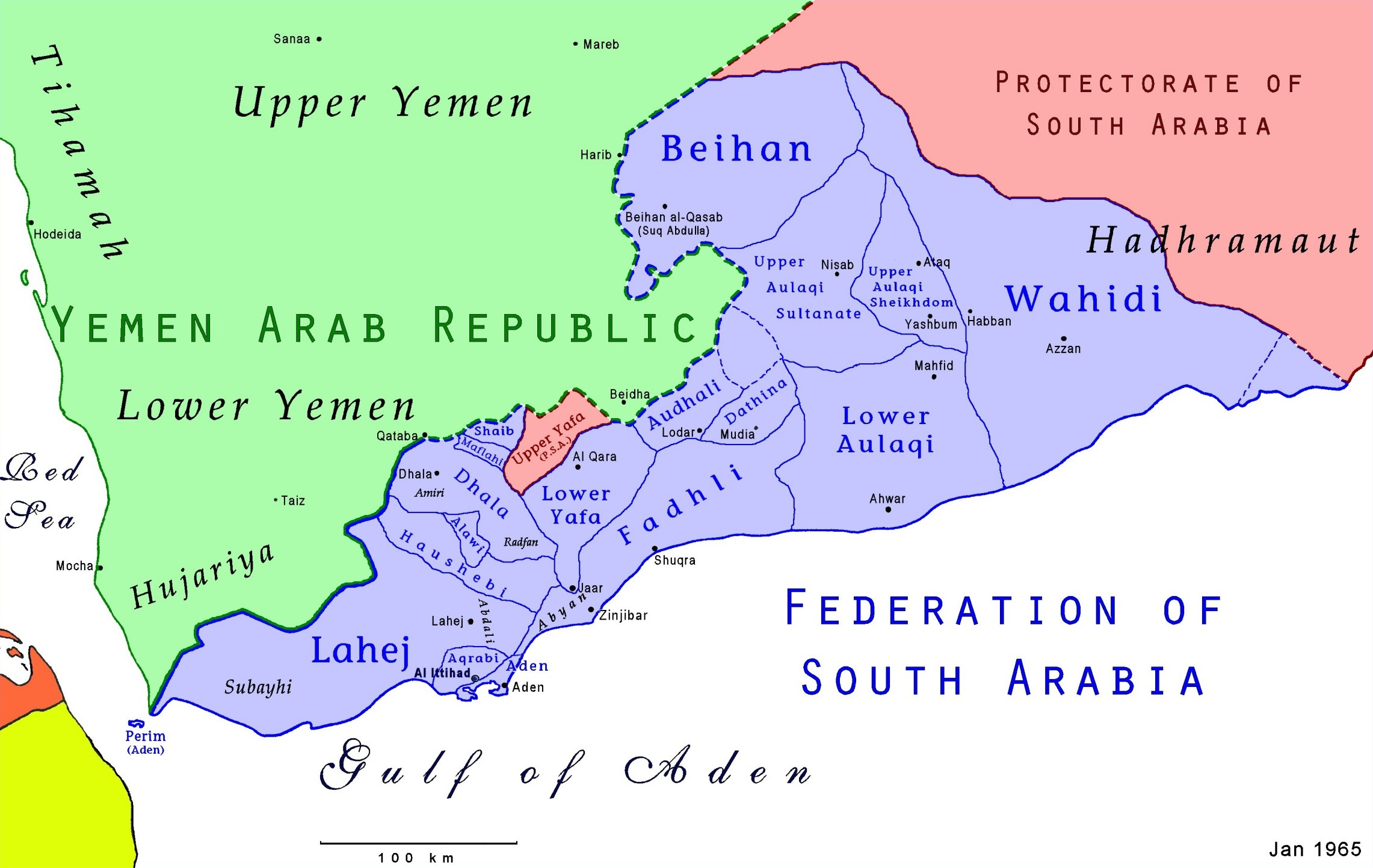
Beihan e Dhala in Sud Arabia
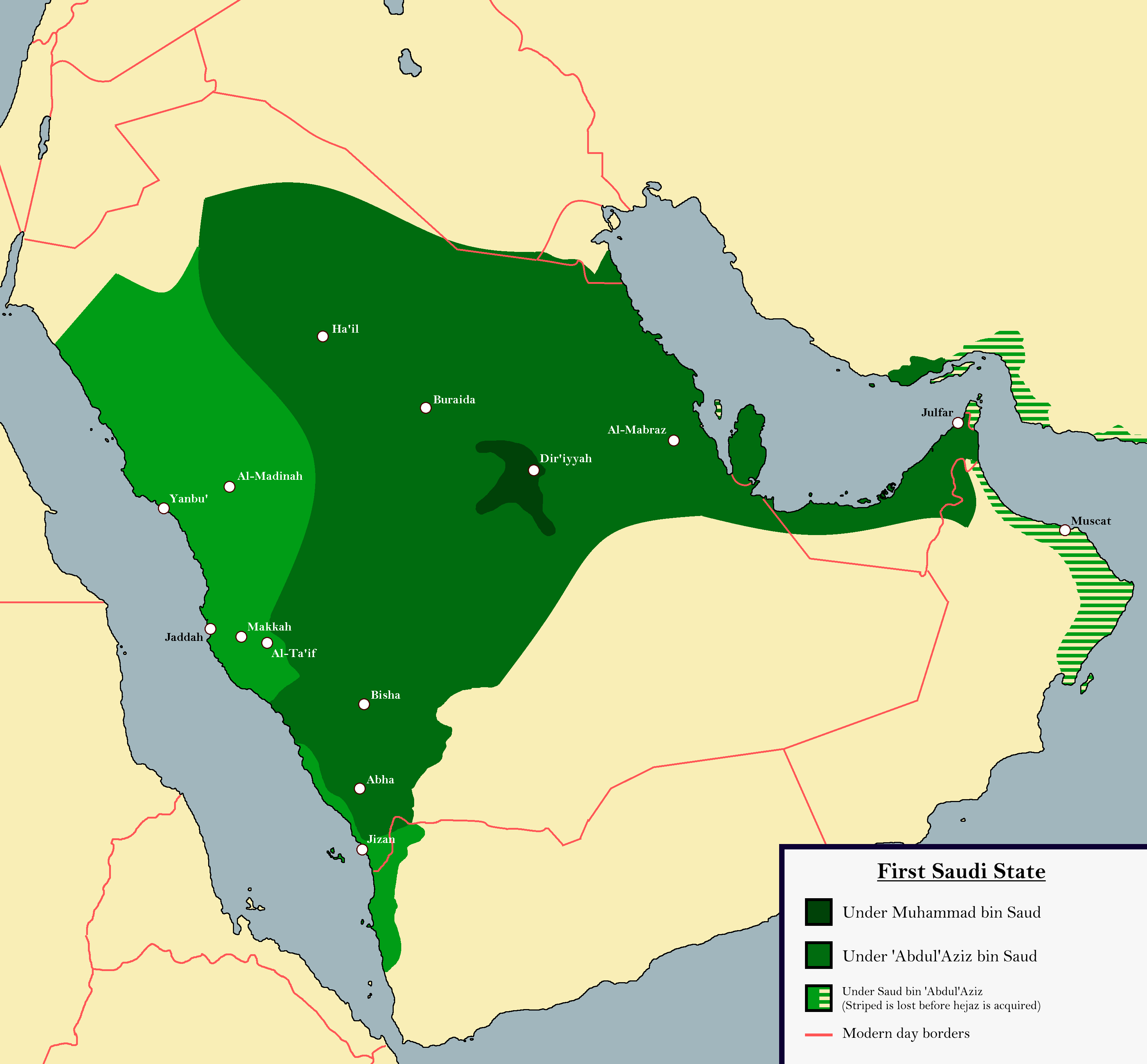
Diriyah
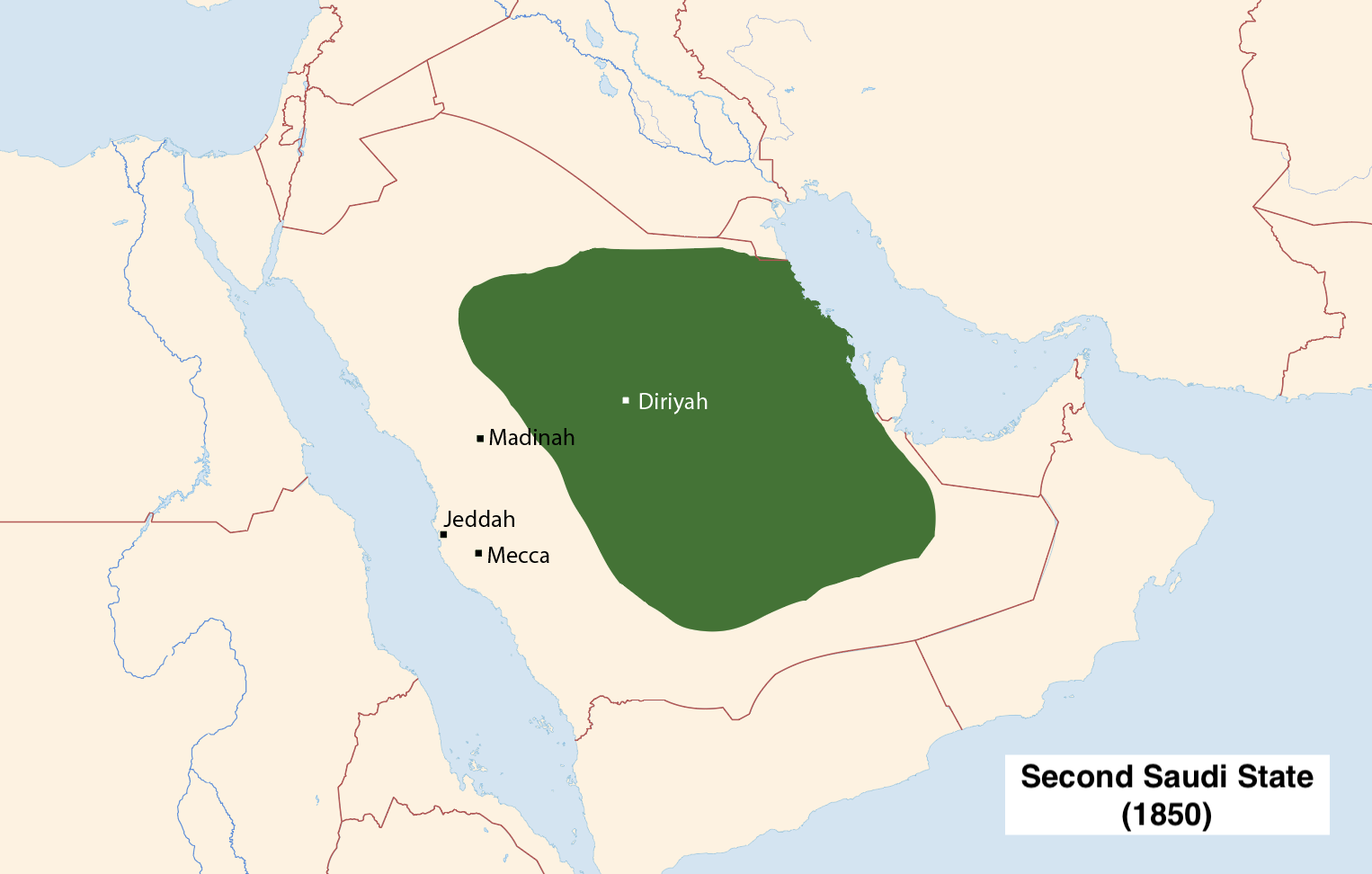
Nejd
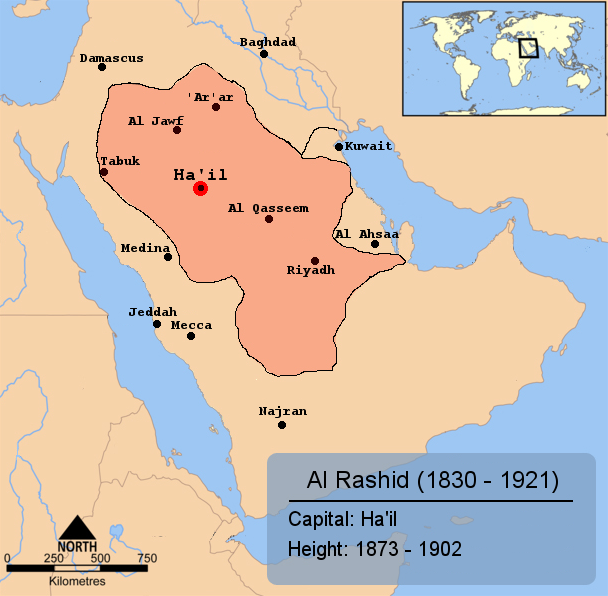
Jabal Shammar
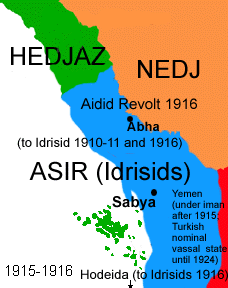
Asir al suo culmine
Bahrain
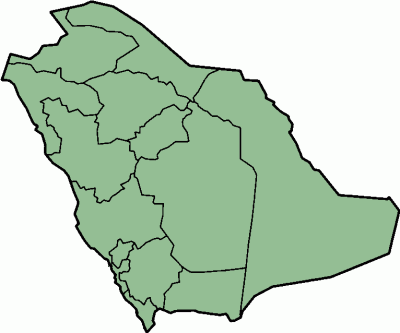
le tredici province di Arabia Saudita

#### Asia centrale e subcontinente indiano
- Emirato di Bukhara, Uzbekistan 1785-1920
- Emirato dell'Afghanistan, Afghanistan 1823-1929
- Khotan, Cina nord-occidentale, fusasi nella Repubblica del Turkestan orientale 1933
- Emirato islamico dell'Afghanistan, stato talebano in Afghanistan 1996-2001

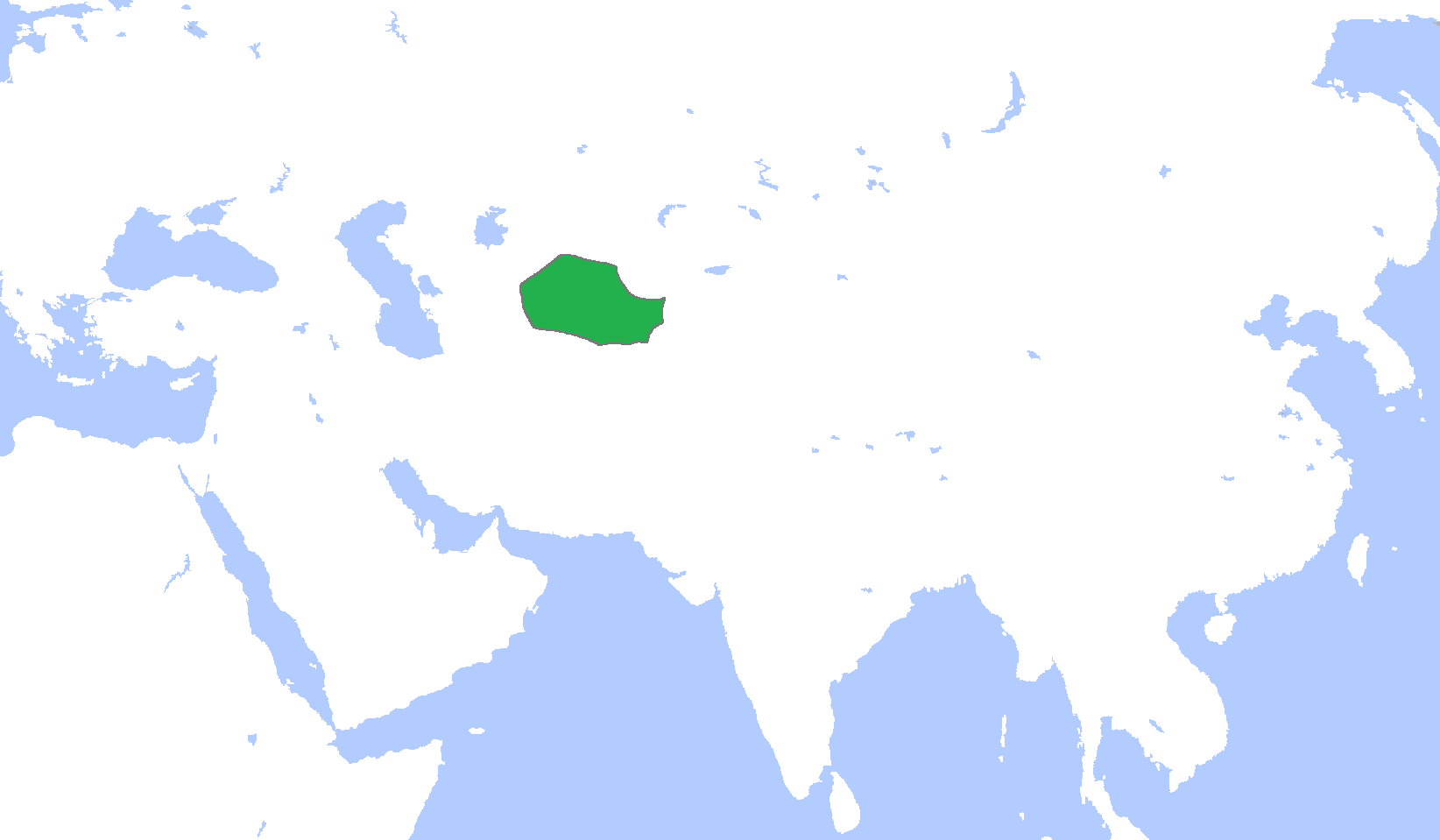
Bukhara
Emirato dell'Afghanistan
Khotan nella Cina moderna

### Africa

#### Nord Africa
- Emirato del Nekor, regione del Rif Marocco moderno 710-1019
- Emirato di Ifriqiya, Aghlabid Ifriqiya all'interno Tunisia, l'Algeria, la Sicilia, il Marocco e la Libia 800-909
- Emirato di Tunisi, hafside Ifriqiya all'interno della moderna Tunisia, Algeria e la Libia 1229-1574
- Emirato di Zab, Algeria intorno al 1400 (di breve durata)
- Emirato di Trarza, sud-ovest della Mauritania 1640-1910
- Emirato di Harar, Etiopia 1647-1887
- Emirato della Cirenaica, Libia orientale 1949-1951 (diventato il Regno di Libia)

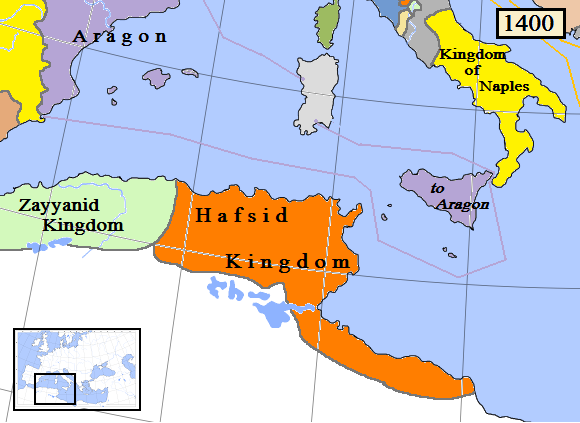
Ifriqiya sotto le Hafsidi
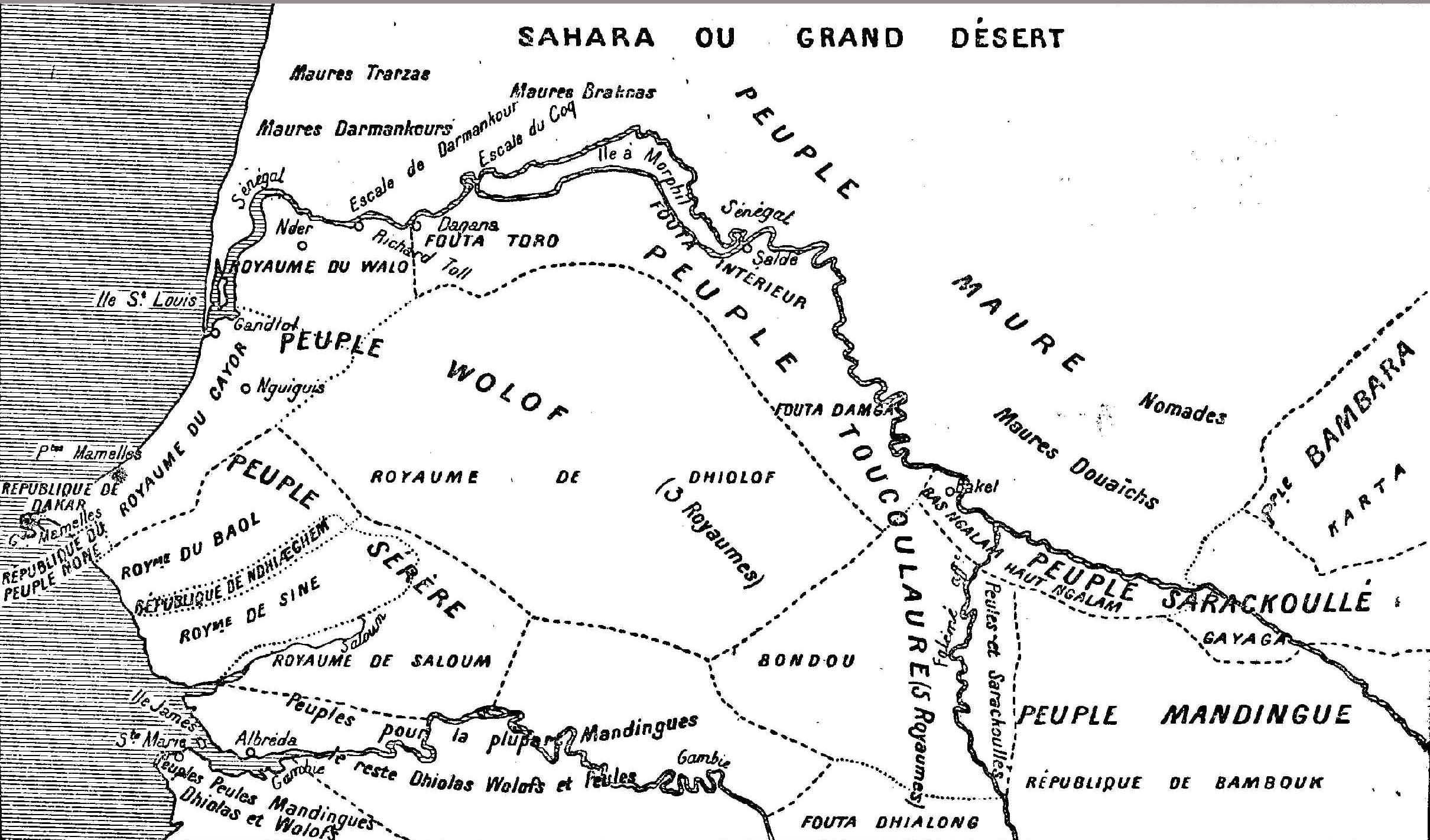
Trarza (superiore sinistro)
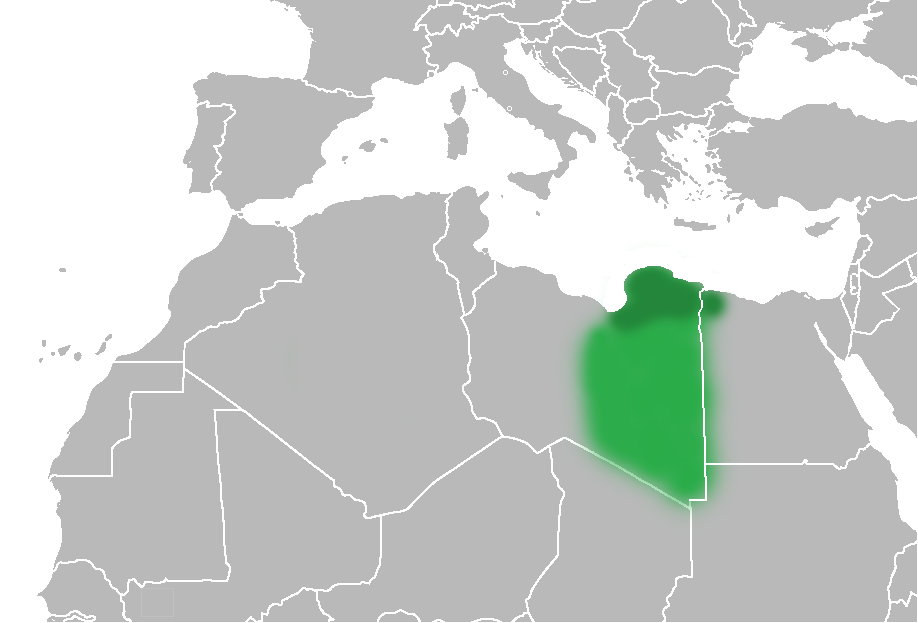
Cirenaica in Libia